# Cynthia Ghorra-Gobin
Cynthia Ghorra-Gobin, née en 1950 à Beyrouth, est une géographe française, directrice de recherche au CNRS. Elle est l'autrice d'une trentaine de livres et d'une centaine de publications sur la mondialisation et les villes, notamment aux États-Unis. Ses travaux sont récompensés par le prix France-Amériques en 1998.

## Biographie
Cyntha Ghorra-Gobin naît en 1950 à Beyrouth d'une famille syrienne et arménienne de Turquie. Le parcours de ses parents de ville en ville, et les récits qu'ils lui en font, est pour elle à l'origine de ses recherches sur l'histoire urbaine et les comparaisons entre les villes. La circulation des personnes et l’identité d'une ville ne sont pas opposés, la densité des flux qui traverse la ville alimente leur personnalité.
Elle étudie la géographie à l'Université Toulouse le Mirail puis à l'Université Paris 1 Panthéon-Sorbonne. Elle soutient son doctorat de 3e cycle en 1975 et obtient une bourse Fullbright à l'Université de Californie à Los Angeles en 1978. Ce programme lui permet de faire un comparatif entre les villes américaines et françaises pour son doctorat d'État, soutenu en 1985 sous la direction de Jacqueline Beaujeu-Garnier, qui porte sur "Les régions urbaines de Los Angeles et Paris : étude comparée de modes de gestion de l'espace". En 1994, elle soutient son doctorat en études urbaines à l'Université de Californie. Elle enseigne à l'Université de Californie à Berkeley, à l'Institut d’Études politiques, à l'Université Paris 4 et à l'Université Sorbonne-Nouvelle. Elle rejoint le CNRS où elle devient directrice de recherche en 1997 et professeure émérite en 2016.

## Travaux
Dans un premier temps, les études de Cynthia Ghorra-Gobin portent sur l'urbanisation de Beyrouth. La périurbanisation de la ville permet aux classes moyennes de construire des maisons individuelles avec jardin, signe d'ascension sociale et de mondialisation sur le modèle américain.
Elle compare ensuite les manières d'habiter les villes anglo-américaine et celles européennes. Elle mobilise des études sur l'urbanisme, comme la forme des villes, ou sociales comme la culture politique. Elle est pionnière dans le rapprochement entre préférences urbaines et politiques. À contre-courant des représentations d'alors, Cynthia Ghorra-Gobin montre que ce ne sont pas les gratte-ciel qui font les villes américaines mais au contraire les maisons individuelles avec jardin, responsables aussi de l'étalement urbain,.
Elle étudie ensuite l'évolution spatiale, sociale et économique des villes avec la mondialisation, donc la métamorphose du capitalisme avec celles-ci. Elle définit la mondialisation avec trois éléments :
1. Augmentation des échanges, des déplacements des personnes et leur interdépendance (la mondialisation)[12] ;
2. Financiarisation du capitalisme et circulation rapide de l'information par le numérique (la globalisation)[13] ;
3. Prise de conscience mondiale du caractère fini de la Terre et de l'existence du changement climatique (la planétarisation).

Par le déplacement massif et rapide des personnes et des flux, la pandémie de COVID 19 est pour elle un exemple prévisible des risques de la mondialisation.
Elle démontre que l'urbanisation fait face à une rupture, en raison d'interférences entre le niveau local et global. Elle parle alors davantage d'un processus de métropolisation. Elle étudie les différentes échelles géographiques et politiques qui s'y jouent (État, intercommunalité...),.
Elle montre que les villes américaines changent plus facilement face à la conscience écologique de ses habitants et au changement climatique. Pour elle, la métropole, opérateur de la mondialisation est pourtant, par ses pouvoirs politiques, un acteur majeur de la transition écologique.
Depuis 2021, elle est rédactrice en chef de la revue, L'information géographique.
Son expertise sur les villes et la mondialisation est sollicitée par l'Encyclopædia Universalis pour la rédaction de plusieurs articles, mais aussi par France Culture, Sciences Humaines, Les échos, l'IFRII, Reporterre et plusieurs médias spécialisés,,.

## Hommages et distinctions
- Bourse Fullbright en 1978[3] ;
- Prix France-Amériques en 1998[8].

## Quelques publications
- Cynthia Ghorra-Gobin et Magali Reghezza-Zitt, Entre local et global : les territoires dans la mondialisation, Éditions Le Manuscrit, 2016 (ISBN 978-2-304-04584-0 et 2-304-04584-7, OCLC 957993294, lire en ligne)
- Cynthia,. Ghorra-Gobin, La métropolisation en question, Presses universitaires de France, dl 2015, cop. 2015 (ISBN 978-2-13-063062-3 et 2-13-063062-6, OCLC 922732556, lire en ligne)
- Cynthia Ghorra-Gobin, Dictionnaire critique de la mondialisation, A. Colin, impr. 2012 (ISBN 978-2-200-27009-4 et 2-200-27009-7, OCLC 816553166, lire en ligne)
- Cynthia Ghorra-Gobin, Géographie et éthique, vol. 74/75 (2010), dl 2011 (ISBN 978-2-296-54253-2 et 2-296-54253-0, OCLC 758846545, lire en ligne)
- Cynthia Ghorra-Gobin et Lucile Medina-Nicolas, Géopolitique des Amériques, Sedes, 2008 (ISBN 978-2-301-00017-0 et 2-301-00017-6, OCLC 354111418, lire en ligne)
- Augustin Berque, Ph Bonnin, Cynthia Ghorra-Gobin et Centre culturel international de Cerisy-la-Salle, La ville insoutenable, Belin, 2006 (ISBN 2-7011-4186-9 et 978-2-7011-4186-2, OCLC 261201086, lire en ligne)
- Cynthia Ghorra-Gobin, Dictionnaire des mondialisations, A. Colin, 2006 (ISBN 978-2-200-26479-6 et 2-200-26479-8, OCLC 173275675, lire en ligne)
- Cynthia Ghorra-Gobin, Villes et société urbaine aux Etats-Unis, Armand Colin, 2003 (ISBN 2-200-26406-2 et 978-2-200-26406-2, OCLC 300241033, lire en ligne)
- Cynthia Ghorra-Gobin, Los Angeles : le mythe américain inachevé, CNRS Editions, 2002 (ISBN 2-271-05965-8 et 978-2-271-05965-9, OCLC 422145667, lire en ligne)
- Cynthia,. Ghorra-Gobin, Réinventer le sens de la ville les espaces publics à l'heure globale, L'Harmattan, 2001 (ISBN 2-7475-0523-5 et 978-2-7475-0523-9, OCLC 492017681, lire en ligne)
- Cynthia Ghorra-Gobin, La Ville américaine : espace et société, Nathan, 1998 (ISBN 2-09-191016-3 et 978-2-09-191016-1, OCLC 40128051, lire en ligne)
- Cynthia Ghorra-Gobin, Los Angeles : le mythe américain inachevé, CNRS Éditions, 1997 (ISBN 2-271-05510-5 et 978-2-271-05510-1, OCLC 300914937, lire en ligne)
- Cynthia Ghorra-Gobin, Les Etats-Unis : espace, environnement, société, ville, Nathan, 1993 (ISBN 2-09-190090-7 et 978-2-09-190090-2, OCLC 28915174, lire en ligne)